# You’re My Heart, You’re My Soul
You’re My Heart, You’re My Soul ist ein Popsong von Modern Talking aus dem Jahr 1984, den Dieter Bohlen unter dem Pseudonym Steve Benson geschrieben hat.

## Entstehungsgeschichte
In seiner Biografie Nichts als die Wahrheit beschreibt Bohlen, dass der Titel ursprünglich My Love is Gone lautete und ihm die Grundidee zum Lied auf Mallorca am Strand gekommen sei. Er hielt diesen Titel für langweilig und entschied sich für You’re My Heart, You’re My Soul.
In dem im März 1984 gegründeten Hamburger Tonstudio Studio 33 spielte er Thomas Anders seine vorbereitete Demoaufnahme vor, Co-Produzent Luis Rodriguez startete die 24-Spur-Revox-Bandmaschine. Bei der Aufnahme zur in cis-Moll gehaltenen Melodie kam es zu einem Kammfiltereffekt. Es blieb Bohlen und seinem Co-Produzenten Luis Rodriguez nach langwierigen Korrekturversuchen nichts anderes übrig, als das Lied, so wie es war, abzumischen. Laut Bohlen kostete die Produktion 1.400 DM, der Verkauf an BMG brachte 10.000 DM ein.
Bohlen behauptet, alle Instrumente selbst gespielt zu haben, was jedoch nicht zutrifft. Die Keyboard- und Piano-Sounds wurden unter anderem von Leroy Skeete arrangiert und eingespielt. Verwendet wurde unter anderem der Synthesizer Prophet-5 der Firma Sequential Circuits. Auf ausgewählten internationalen Veröffentlichungen wird Eric Styx als Liedtexter angegeben. Hierbei handelt es sich um ein Pseudonym von Erika Sauerland, zu jener Zeit aktive Songwriterin und Ehefrau von Dieter Bohlen.
Die Single You’re My Heart, You’re My Soul / You’re My Heart, You’re My Soul (Instrumentalversion) (Hansa 106 884) wurde am 24. September 1984 veröffentlicht, zunächst blieb der Erfolg aus.

## Rezeption
1985 gewann Modern Talking mit dem Stück den Goldenen Löwen von Radio Luxemburg. Am 30. November 1985 führte die Gruppe den Song zudem in Peters Pop Show im ZDF vor einem Millionenpublikum auf.

## Kommerzieller Erfolg

### Chartplatzierungen
Nach einigen Fernsehauftritten – etwa in der Tele-illustrierten im ZDF – erreichte der Titel am 21. Januar 1985 Platz 38 der deutschen Hitparade. Am 28. Januar 1985 erreichte er, nachdem das Musikvideo ebenfalls am 21. Januar in Folge 70 der Sendung Formel Eins erstmals ausgestrahlt worden war, Position neun, am 4. März 1985 stieg er schließlich auf Platz eins, wo er für sechs Wochen blieb. Das Lied wurde zum Nummer-eins-Hit insbesondere in Österreich (4 Wochen), der Schweiz (5 Wochen), Belgien (5 Wochen) und in Finnland (4 Wochen). 
| ChartsChartplatzierungen     | Höchstplatzierung | Wochen/ Monate |
| ---------------------------- | ----------------- | -------------- |
| Deutschland (GfK)            | 1 (25 Wo.)        | 25 Wo.         |
| Österreich (Ö3)              | 1 (5 Mt.)         | 5 Mt.          |
| Schweiz (IFPI)               | 1 (22 Wo.)        | 22 Wo.         |
| Vereinigtes Königreich (OCC) | 56 (13 Wo.)       | 13 Wo.         |

| ChartsJahrescharts (1985) | Platzierung |
| ------------------------- | ----------- |
| Deutschland (GfK)         | 2           |
| Österreich (Ö3)           | 2           |
| Schweiz (IFPI)            | 3           |

### Auszeichnungen für Musikverkäufe
In Deutschland wurden bis November 1985 insgesamt 250.000 Exemplare verkauft, in Frankreich 715.000 Stück. Mit weltweit mehr als acht Millionen verkauften Einheiten war die erste Single von Modern Talking auch gleichzeitig die erfolgreichste in der Diskografie des Duos.
| Land/Region        | Auszeichnungen für Musikverkäufe (Land/Region, Auszeichnung, Verkäufe) | Verkäufe |
| ------------------ | ---------------------------------------------------------------------- | -------- |
| Deutschland (BVMI) | Gold                                                                   | 250.000  |
| Frankreich (SNEP)  | Gold                                                                   | 500.000  |
| Insgesamt          | 2× Gold ·                                                              | 750.000  |

## Neuauflage 1998
Am 16. März 1998 erschien von Modern Talking ein Remake mit dem Titel You’re My Heart, You’re My Soul ’98, das auch erfolgreich verkauft wurde. Zur Wiedervereinigung des Duos holte es sich den Rapper Eric Singleton und landete auf Platz 2 der Singlecharts. Das zugehörige Album Back for Good erreichte die Spitze der Albumcharts und verkaufte 5,7 Millionen Exemplare.
Chartplatzierungen
| ChartsChartplatzierungen | Höchstplatzierung | Wochen |
| ------------------------ | ----------------- | ------ |
| Deutschland (GfK)        | 2 (20 Wo.)        | 20     |
| Österreich (Ö3)          | 2 (13 Wo.)        | 13     |
| Schweiz (IFPI)           | 4 (25 Wo.)        | 25     |

| ChartsJahrescharts (1998) | Platzierung |
| ------------------------- | ----------- |
| Deutschland (GfK)         | 21          |
| Österreich (Ö3)           | 23          |
| Schweiz (IFPI)            | 35          |

Auszeichnungen für Musikverkäufe

| Land/Region        | Auszeichnungen für Musikverkäufe (Land/Region, Auszeichnung, Verkäufe) | Verkäufe |
| ------------------ | ---------------------------------------------------------------------- | -------- |
| Belgien (BRMA)     | Gold                                                                   | 25.000   |
| Deutschland (BVMI) | Platin                                                                 | 500.000  |
| Frankreich (SNEP)  | Gold                                                                   | 250.000  |
| Schweden (IFPI)    | Platin                                                                 | 30.000   |
| Insgesamt          | 2× Gold · 2× Platin ·                                                  | 805.000  |

## Coverversionen
Seit Erscheinen des Songs kamen zahlreiche Coverversionen von unterschiedlichen Interpreten auf den Markt, darunter im Februar 1985 bei Hansa die deutsche Version von Mary Roos, Ich bin stark, nur mit dir. Der deutsche Text wurde von Dieter Bohlen geschrieben, und er produzierte die Version auch. Roos trat mit dem Song zweimal in der ZDF-Hitparade auf; sie wurde per TED-Abstimmung am 24. April auf den ersten Platz gewählt und durfte daher in der folgenden Ausgabe am 29. Mai den Song erneut singen. Auftritte von Roos fanden auch in der Tele-illustrierten im ZDF oder im WWF-Club statt. Weitere Versionen stammen von:
- 1985: Creative Connection
- 1985: Alexa Leclère (Avec toi, contre toi)
- 1985: Riku (Ota kii)
- 1985: Seija Simola (Ota kii)
- 1986: Maja-Catrin Fritsche (Ich bin stark, nur mit dir) (DDR-Coverversion von Mary Roos)
- 1989: Engelbert
- 1989: James Last (Herz und Seele, LP Wir spielen wieder Polka)
- 1993: Derrière Le Miroir
- 1997: Da Flow
- 1997: St. Tropez
- 1998: Die Schlümpfe (Wir sind klein, ihr seid groß)
- 1998: Et Cetera
- 2000: Boppin’B
- 2001: SCYCS
- 2001: Boney NEM
- 2003: Guildo Horn feat. Pomp & Brass
- 2003: Modern Clubbing
- 2003: Bolenski Beat
- 2004: P.R. Kantate pres. Ras Krass (U Me Heart)
- 2004: The Peers
- 2006: Thomas Anders
- 2006: Leningrad Cowboys
- 2007: Soraya Arnelas
- 2008: Das Bo (Dumm aber schlau)
- 2010: Mehrzad Marashi (You’re My Heart)
- 2010: Mark Ashley
- 2015: Lian Ross
- 2022: Katja Krasavice feat. Dieter Bohlen & Pietro Lombardi